# Wu Lien-teh
Wu Lien-teh (Chinês: 伍連德; pinyin: Wǔ Liándé; Penang, 10 de março de 1879 — Penang, 21 de janeiro de 1960), também conhecido como Goh Lean Tuck e Ng Leen Tuck em Min nan e transliteração cantonesa respectivamente, foi um médico malaio conhecido por seu trabalho em saúde pública e, particularmente, a praga da Manchúria de 1910–1911.
Wu foi o primeiro estudante de medicina de ascendência chinesa a estudar na Universidade de Cambridge. Ele também foi o primeiro malaio indicado para o Prêmio Nobel de Fisiologia ou Medicina, em 1935.

## Biografia
Wu nasceu em Penang, uma das três cidades dos Estabelecimentos dos Estreitos (as outras sendo Malaca e sua capital Singapura), atualmente um dos estados da Malásia. Os Estabelecimentos dos Estreitos faziam parte das colônias do Reino Unido na época. Seu pai era um imigrante recente de Taishan, China, e trabalhava como ourives. Embora a família de sua mãe fosse originária da China e fosse de herança Hakka, ela mesma era uma Peranakan de segunda geração nascida na Malásia. Wu tinha quatro irmãos e seis irmãs. Sua educação inicial foi na Escola Livre de Penang.
Em 1896, Wu foi aceito no Emmanuel College, da Universidade de Cambridge, depois de ganhar a Bolsa de Estudos da Rainha, entregue pelo governo dos Estabelecimentos dos Estreitos. Ele teve uma carreira de sucesso na universidade, ganhando praticamente todos os prêmios e bolsas disponíveis. Seus anos de graduação clínica foram passados no Hospital de St. Mary, em Londres, e ele continuou seus estudos na Liverpool School of Tropical Medicine (com Sir Ronald Ross), no Instituto Pasteur, na Universidade de Halle e no Instituto Selangor.
Wu voltou para os Estabelecimentos dos Estreitos em 1903. Algum tempo depois, ele se casou com Ruth Shu-chiung Huang, cuja irmã era casada com Lim Boon Keng, um médico que promoveu reformas sociais e educacionais em Singapura. As irmãs eram filhas de Wong Nai Siong, um líder revolucionário chinês e educador que se mudou para a área de 1901 a 1906. Wu e sua família foram para a China em 1907. Durante seu tempo na China, a esposa de Wu e dois de seus três filhos morreram. Ele se casou novamente e teve mais quatro filhos.
Em 1910 começaram a proliferar notícias de uma praga mortal, no norte da Manchuria, quase 100% letal. Lien-teh foi convidado a ajudar a impedir a rápida propagação da doença, que mais tarde se veio a descobrir que se tratava de peste pneumónica, originada pela peste negra e causada pela bactéria Yersinia pestis.
O surto teve origem em caçadores de marmotas, na fronteira com a ibéria, e matou 60 mil pessoas em apenas quatro meses.
Lien-teh realizou uma autópsia numa mulher japonesa que morreu vítima da doença – a primeira feita na China – depois de enfrentar muita resistência devido aos costumes culturais chineses que condenavam a prática.
O médico propôs uma nova teoria que ia contra a narrativa comum daquela época: em vez de se espalhar através de pulgas e ratos, a praga espalhou-se pelo ar em humanos.
Foi nessa altura que Lien-teh apresentou uma versão mais protetora de máscaras anti-peste, adicionando mais gaze, camadas protetoras e introduzindo uma forma mais eficiente de a prender para evitar movimentos.
Em novembro de 1931, durante a invasão japonesa da Manchúria, Wu foi detido e interrogado pelas autoridades japonesas sob suspeita de ser um espião chinês.
Em 1937, durante a ocupação japonesa de grande parte da China e a retirada dos nacionalistas, Wu foi forçado a fugir, retornando ao sul para a Malásia para viver em Ipoh. No entanto, ele percebeu que sua casa e coleção de antigos livros médicos chineses foram queimados.
Em 1943, Wu foi capturado por lutadores pela liberdade da resistência de esquerda malaia e foi mantido sob custódia. Ele foi posteriormente quase processado pelas autoridades japonesas por apoiar o movimento de resistência pagando o resgate, mas foi protegido por ter tratado anteriormente um oficial militar japonês.

## Morte e homenagens
Wu praticou medicina até sua morte aos 80 anos. Ele comprou uma nova casa em Penang para sua aposentadoria e tinha acabado de completar sua autobiografia de 667 páginas, Plague Fighter, a autobiografia de um médico chinês moderno. Em 21 de janeiro de 1960, ele morreu de acidente vascular cerebral enquanto estava em sua casa em Penang.
Uma estrada com o nome de Wu pode ser encontrada em Ipoh Garden South, uma área residencial de classe média em Ipoh. Em Penang, uma área residencial chamada Taman Wu Lien Teh está localizada perto da Escola Livre de Penang. Nessa escola, sua alma mater, uma casa foi batizada em sua homenagem. Existe uma Dr. Wu Lien-teh Society, Penang.
Dr. Wu Lien-teh é considerado a primeira pessoa a modernizar os serviços médicos e a educação médica da China. Na Harbin Medical University, estátuas de bronze dele comemoram suas contribuições para a saúde pública, medicina preventiva e educação médica.
Durante o surto da doença coronavírus em 2019, vários estudiosos argumentaram que o trabalho de Wu tinha relevância contemporânea para o campo da epidemiologia.
Em 2020, a Dra. Yvonne Ho identificou e uniu os 22 Descendentes Médicos e Científicos conhecidos do Dr. Wu Lien-Teh que viviam em 14 cidades diferentes ao redor do mundo. Em maio de 2020, durante a pandemia de COVID-19, ela organizou o Encontro Inaugural desses descendentes por meio de videoconferência. Esta foi a primeira vez que todos tiveram a oportunidade de se conhecerem.
Em julho de 2020, um artigo colaborativo de alguns desses descendentes médicos e científicos foi publicado pela primeira vez, para lembrar e homenagear o trabalho de toda a vida do Dr. Wu na Saúde Pública.
Em agosto de 2020, um segundo artigo conjunto para homenagear o Dr. Wu foi publicado por um segundo grupo de seus descendentes médicos e científicos.
Em março de 2021, durante a pandemia COVID-19, Wu foi homenageado com um Google Doodle.